# Pernis apivorus
El abejero europeo (Pernis apivorus) es una especie de ave accipitriforme de la familia Accipitridae; habita en el oeste de la Región Paleártica; invernante desde el sur de Europa e Irán hasta Sudáfrica. No se reconocen subespecies.

## Alimentación
Se trata de una inusual ave rapaz que obtiene el 90% de su dieta de los nidos de avispas y abejas silvestres. Vigila y sigue a los insectos, agujerea sus nidos y se come la miel, las larvas y los adultos. Su denso plumaje tanto en las patas como en el resto del cuerpo le protegen de las picaduras. Come también animales como ratones y ranas.

## Migración
Tras la cría, forma bandadas para emigrar hasta regiones donde sus presas estén activas todo el año, en el oeste y centro de África ecuatorial.

## Reproducción

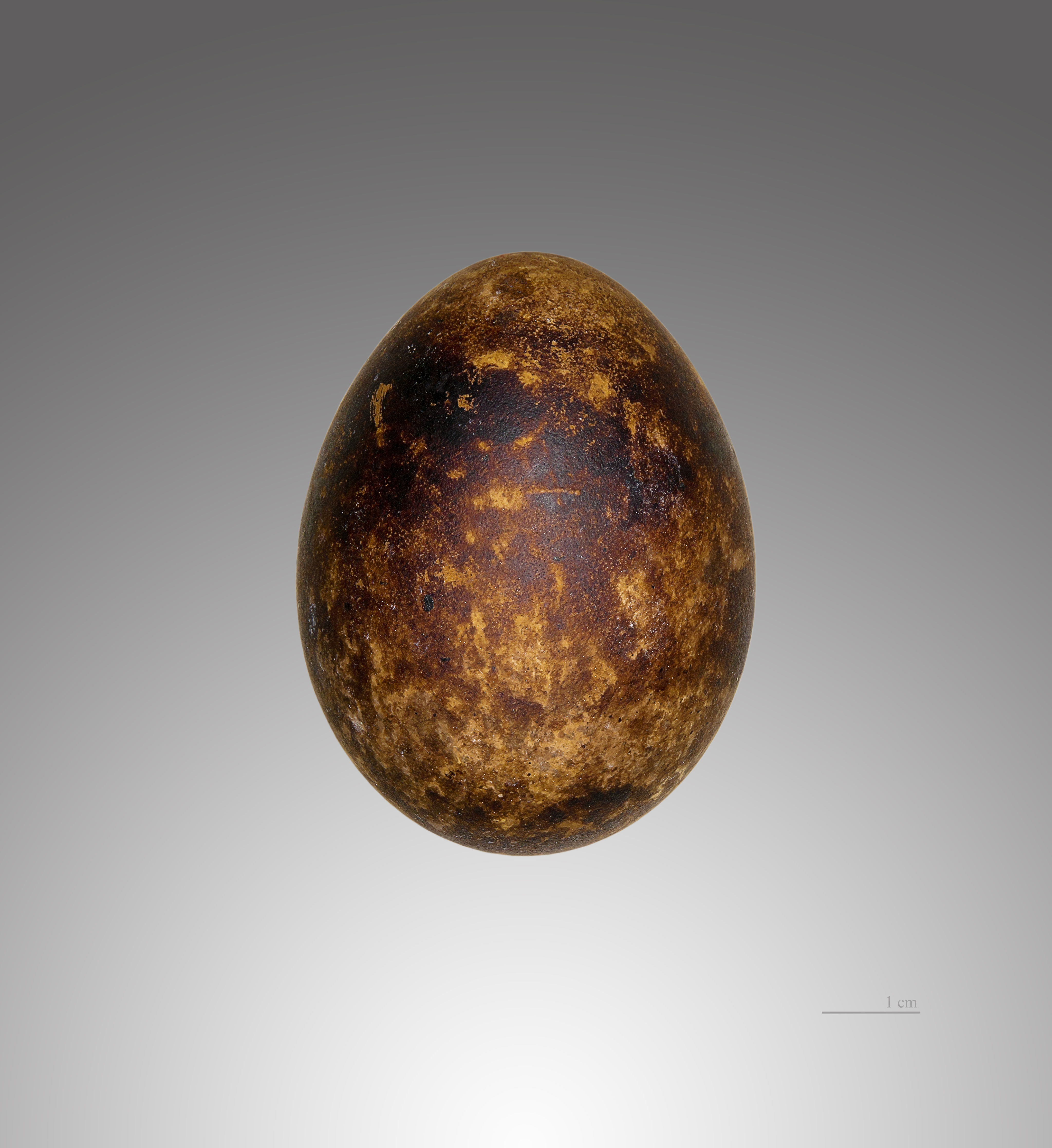
Huevo de Pernis apivorus

Entre los meses de junio y julio. La mayoría de las puestas deben tener lugar en la segunda quincena de junio, y nada más terminar la reproducción, empieza su viaje migratorio.